# Bill Cosby
William Henry "Bill" Cosby (Philadelphia, 1937. július 12. –) többszörös Golden Globe-, Primetime Emmy- és Grammy-díjas amerikai humorista, stand-upos, színész.
Karrierjét stand-up comedyvel kezdte; a hatvanas években a hungry i klubban lépett fel. Több albumot is kiadott. Az I Spy (1965-1968) című krimisorozat egyik főszereplője volt. 1966-ban Emmy-díjat nyert a "kiemelkedő főszereplő" kategóriában, ezáltal ő lett az első afroamerikai, aki a színészi játék miatt nyert Emmy-díjat.
Cosby rajzfilmsorozatokat is készített, és szerepelt bennük (Fat Albert and the Cosby Kids és Kicsi Bill). Mind a két rajzfilmje sikeres lett, a Fat Albertet a CBS (Columbia Broadcasting Company) sugározta, míg a Kicsi Billt a Nickelodeon/Nick Jr. tűzte műsorára. Bill vígjátéksorozatokat (sitcomokat) is kreált (The Cosby Show, The Bill Cosby Show és Cosby). Ezek is nagyon sikeresek lettek, a Cosby Show-nak "spin-off"-ja is lett, A Different World címmel.
2018-ban nemi erőszakért háromtól tíz évig terjedő börtönbüntetésre ítélték, 2021-ben azonban eljárási hiba miatt szabadon engedték.

## Élete
1937. július 12-én született Philadelphiában Anna Pearl (születési nevén Hite) és William Henry Cosby Sr. gyermekeként.
A philadelphiai Mary Channing Wister Public Schoolban tanult. Már tanárai is megjegyezték, hogy jobban szeret viccelődni, mint tanulni; Cosby önmagát az "osztály bohócaként" jellemezte. Tanult a FitzSimons Junior High Schoolban, a Central High Schoolban és a Germantown High Schoolban is, de a tizedik osztályban megbukott.
Pincér volt egy philadelphiai klubban, ahol több borravalót keresett azzal, hogy megnevettette a vendégeket. Ezt követően fellépett a színpadon is, és felhagyott egyetemi tanulmányaival, hogy komikus karriert folytasson.

## Magánélete
1964. január 25-én vette feleségül Camille Cosbyt. 5 gyerekük született: Erika (1965), Erinn (1966), Ennis (1969–1997), Ensa (1973–2018) és Evin (1976). Egyetlen fiukat, Ennist 1997. január 16-án meggyilkolták a Los Angeles-i Interstate 405 autópályán. Ensa 2018. február 23-án hunyt el, miközben veseműtétre várt. Három unokájuk van.
Protestáns vallású. Házai vannak a massachusettsi Shelburne-ben és a pennsylvaniai Cheltenham-ben.

## Diszkográfia

### Stand-up albumok
- Bill Cosby Is a Very Funny Fellow...Right! (1963)
- I Started Out as a Child (1964)
- Why Is There Air? (1965)
- Wonderfulness (1966)
- Revenge (1967)
- To Russell, My Brother, Whom I Slept With (1968)
- 200 M.P.H. (1968)
- It's True! It's True! (1969)
- 8:15 12:15 (1969)
- Sports (1969)
- Live: Madison Square Garden Center (1970)
- When I Was a Kid (1971)
- For Adults Only (1971)
- Inside the Mind of Bill Cosby (1972)
- Fat Albert (1973)
- My Father Confused Me... What Must I Do? What Must I Do? (1977)
- Bill's Best Friend (1978)
- Bill Cosby: Himself (1983, különkiadás, az album 1982-ben jelent meg)
- Those of You with or Without Children, You'll Understand (1986)
- Bill Cosby: 49 (különkiadás, 1987)[29]
- Oh, Baby! (1991)
- Far from Finished... (2013, különkiadás és album)[30]

### Zenei albumok
- Silver Throat: Bill Cosby Sings (1967)
- Bill Cosby Sings Hooray for the Salvation Army Band! (1968)
- Badfoot Brown & the Bunions Bradford Funeral & Marching Band (1971)
- Bill Cosby Talks to Kids About Drugs (1971)
- Charles Mingus and Friends in Concert (mint ceremóniamester, 1972)
- Bill Cosby Presents Badfoot Brown & the Bunions Bradford Funeral Marching Band (1972)
- At Last Bill Cosby Really Sings (1974)
- Bill Cosby Is Not Himself These Days (1976)
- Disco Bill (1977)
- Where You Lay Your Head (1990)
- My Appreciation (1991)
- Hello Friend: To Ennis, With Love (1997)
- Quincy Jones & Bill Cosby – The Original Jam Sessions 1969 (2004)
- Quincy Jones & Bill Cosby – The New Mixes Vol. 1 (2004)
- State of Emergency (2009)
- Keep Standing (2010)

Válogatáslemezek
- The Best of Bill Cosby (1969)
- More of the Best of Bill Cosby (1970)
- Bill (1973)
- Down Under (1975)
- Cosby and the Kids/Cosby Classics (1986)
- Bill Cosby At His Best (1994)
- 20th Century Masters: The Millennium Collection: The Best of Bill Cosby (2001)
- The Bill Cosby Collection (2004)
- Icon (2011)

## Könyvei
- Fatherhood. New York: Doubleday (1986). ISBN 978-0-385-23410-8. OCLC 15686687
- Time Flies. New York: Doubleday (1987). ISBN 978-0-385-24040-6. OCLC 16081611
- Love and Marriage. New York: Doubleday (1989). ISBN 978-0-385-24664-4. OCLC 18984758
- Childhood. New York: Putnam (1991). ISBN 978-0-399-13647-4. OCLC 23650310
- Kids Say the Darndest Things. New York: Bantam Books (1998). ISBN 978-0-553-11043-2. OCLC 39498709
- Congratulations! Now What?: A Book for Graduates. New York: Hyperion (1999). ISBN 978-0-7868-6572-7. OCLC 40979923
- American Schools: The $100 Billion Challenge. New York: IPublish.com (2000). ISBN 978-0-7595-5000-1. OCLC 48915448
- Cosbyology: Essays and Observations from the Doctor of Comedy. New York: Hyperion (2001). ISBN 978-0-7868-6810-0. OCLC 46359836
- I Am What I Ate ... and I'm Frightened!!!: And Other Digressions from the Doctor of Comedy. New York: HarperEntertainment (2003). ISBN 978-0-06-054573-4. OCLC 52387894
- Friends of a Feather: One of Life's Little Fables. New York: Harper Entertainment (2003). ISBN 978-0-06-009147-7. OCLC 52206847
- Come on, People: On the Path from Victims to Victors. Nashville: Thomas Nelson (2007). ISBN 978-1-59555-092-7. OCLC 153581209
- I Didn't Ask to Be Born (But I'm Glad I Was). New York: Center Street (2011). ISBN 978-0-89296-920-3. OCLC 707964887